# Contrebia Leucade
Contrebia Leucade es el nombre dado a una ciudad de origen celtibérico cuya historia se remonta hasta la primera Edad de hierro. Sus ruinas se han preservado hasta el presente en relativo buen estado. Su ubicación geográfica está al sureste de La Rioja, España, en el término municipal de Aguilar del Río Alhama, en el paraje conocido como Clunia.

## Descripción física del yacimiento

Posible extensión de la Celtiberia.
arévacos
pelendones
berones
belos
tittos
lobetanos
lusones

El particular relieve de la zona favorece la elección de este enclave para construir los poblados y su posterior transformación en ciudad. El oppidum se levanta sobre dos montes, uno más alto que otro, separados por una vaguada. Está situado en la margen derecha del río Alhama, en un punto en que el río traza un meandro. La mitad de su perímetro está protegido por un acantilado natural de gran alzada vertical sobre el cauce del río, que cumple perfectamente su función defensiva. La otra mitad de la ciudad está rodeada por una muralla y un foso cuya unión crea un dispositivo defensivo de características únicas para su época. El espacio entre el escarpe y el foso tiene una superficie de 12 hectáreas. A esto hay que sumar una superficie de 1,5 hectáreas situada en el lado sur (entre el foso principal y otros elementos complementarios de defensa) y otra de mayores dimensiones, situada al este, entre el foso y un segundo cerco, apenas perceptible en la actualidad, que marca un espacio quizá destinado al ganado.

## Evolución de la ciudad
La historia de Contrebia Leucade permanece en gran parte en penumbra. Poco se sabe de ella, a pesar de su importancia en la evolución histórica de la península ibérica y de su dilatada historia, que abarca aproximadamente veinte siglos. Las etapas de su evolución podrían dividirse en varias fases que abarcan sus dos mil años de existencia en que estuvo habitada:
- Finales de la Edad de Bronce. A esta etapa pertenecen los restos hallados en la Cueva de los Lagos
- Primera Edad del Hierro. Corresponde a una población asentada en el cerro más occidental.
- La celtíbera. En esta fase se construye la ciudad celtibérica ampliando bastante el espacio del poblado anterior. El impacto de la conquista romana de Hispania obligaría a sucesivas reparaciones del sistema defensivo.
- La romana. Etapa de ocupación romano-imperial, realizada entre finales del siglo I a. C. e inicios del siglo II. Se construye la muralla que cierra el lado norte sustituyendo la celtibérica que había sido destruida.
- La visigoda. Poblamiento de origen bárbaro que se instala en la ciudad en el siglo VII y que perdura hasta el IX recibiendo el influjo islámico. También se estima que hubo un destacamento militar visigodo que controlaba la zona, hecho que está siendo analizado en la actualidad (2009).[5]

Posteriormente, fue abandonada sobre el siglo IX, y sus habitantes pasaron a ocupar otros poblados cercanos.

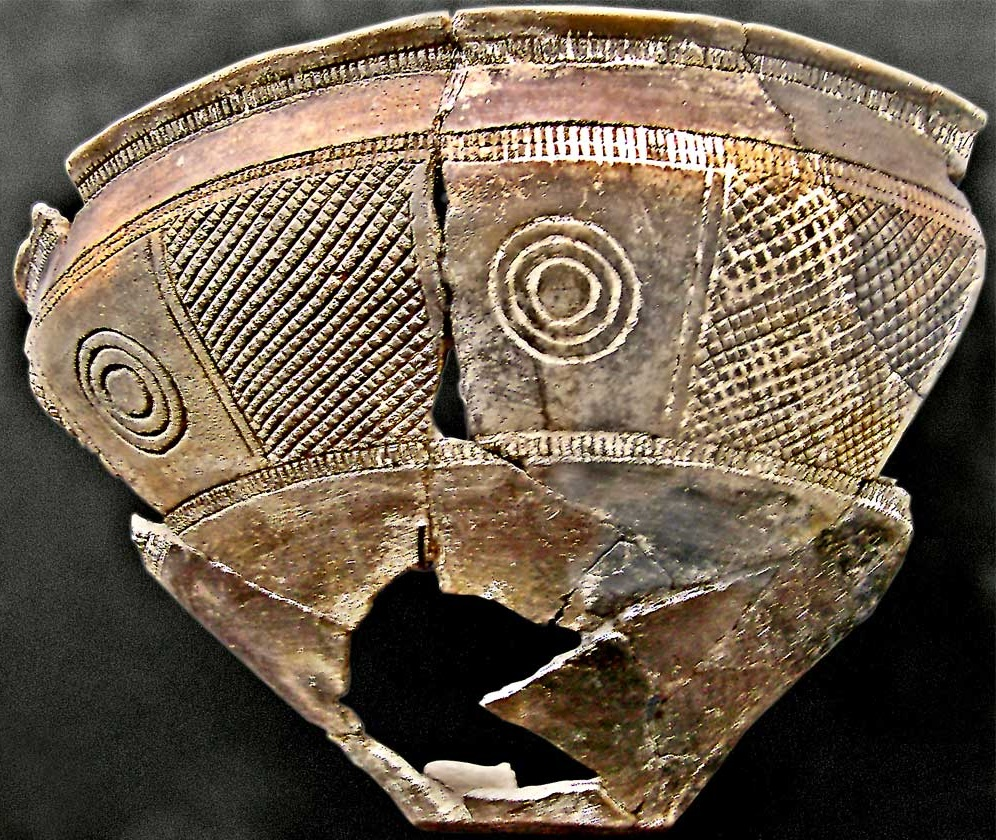
Cerámica con boquique, Cogotas I.

### El enterramiento de La Cueva de los Lagos
Los restos más antiguos de la presencia humana se han hallado en el extremo occidental del yacimiento, en la llamada Cueva de los Lagos. Este lugar fue utilizado para enterramiento por una pequeña comunidad asentada en la llamada Peña del Recuenco. Se relaciona con la cultura de Cogotas que se desarrolla en el ocaso de la Edad de Bronce, final del segundo milenio y princio del primer milenio a. C. Esta zona no ha sido excavada sistemáticamente. Los restos hallados en la cueva pertenecen a un solo individuo, un varón cuya edad se ha estimado sobre unos 25 años. En el ajuar funerario hallado destacan un buen número de cerámicas. "Entre las más representativas se cuentan tres vasijas decoradas con técnica de boquique (...) varios punzones de hueso y una punta de cobre".
El primer poblado del inicio de la Edad de Hierro, está situado sobre la superficie ligeramente amesetada del cerro occidental. También hay otros poblados en la zona limítrofe, como El Castelar de San Felices, los Castillejos de Valdeprado y los Castillares de Magaña, los tres dentro de los considerados Castros Sorianos. No existen aún contactos con la cultura centroeuropea, como lo demuestran la inhumación en lugar de la incineración de cadáveres, así como los estudios realizados en la cerámica, con decoración de estilo boquique, de procedencia de la meseta.

### Posteriores asentamientos

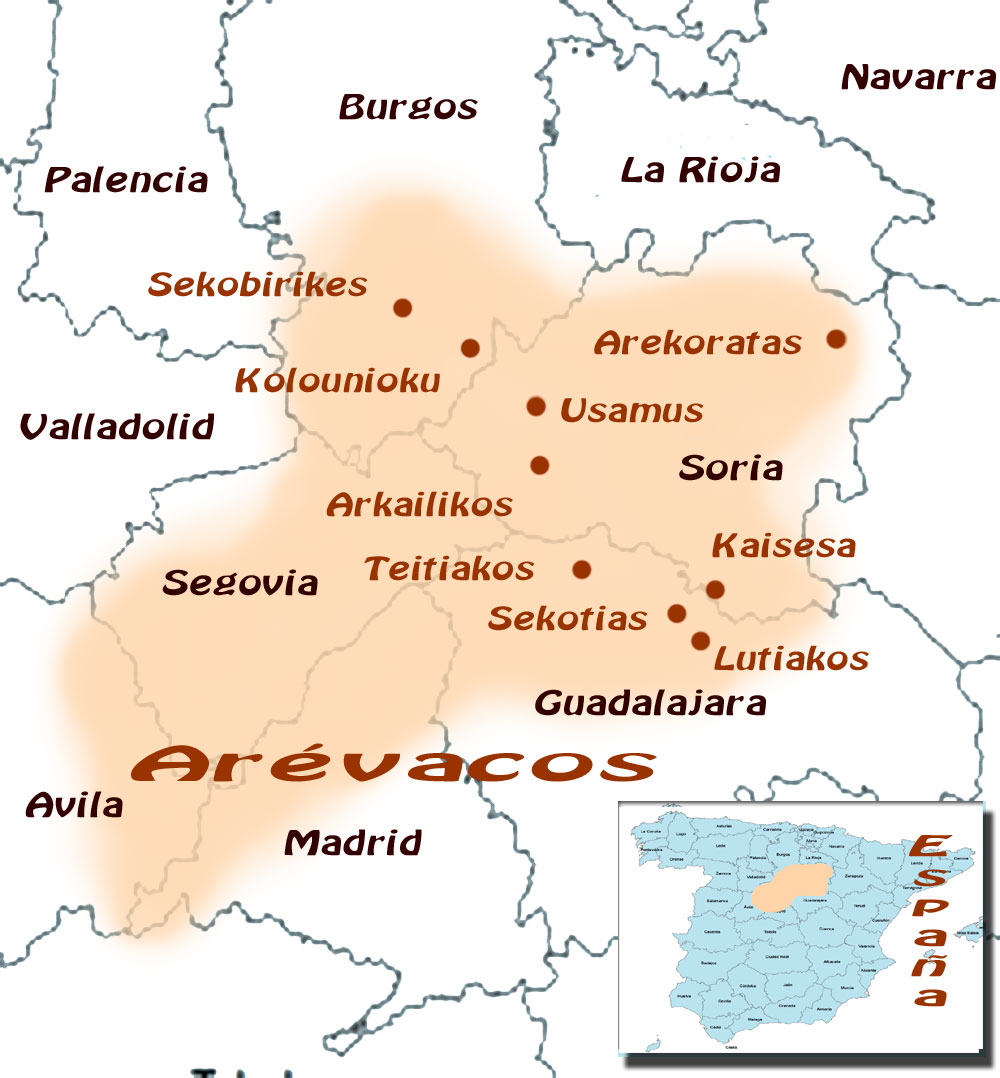
Distribución aproximada de los arévacos.

La entrada de pueblos indo-europeos (años 900 a. C. y 400 a. C.), provocaría un cambio radical en las formas de vida de parte de Hispania. En Contrebia Leucade se formó un primer asentamiento, en plena Edad de Hierro, siglos VI y IV a. C. aproximadamente. Este poblado hallstáttico se encuentra en el cerro oeste más próximo al río Alhama, en una pequeña meseta fácilmente defendible, con sus lados en acantilado sobre el río y el resto amurallado.
Las casas hallstátticas de esa época que se conservan son pequeñas y de forma rectangular, con hogar central y habitación trasera para despensa. También se dan casas adosadas a la muralla. Igualmente, se han hallado otros poblados hallstátticos cercanos a este yacimiento en Fitero (Navarra), Arnedo La Rioja (España) y San Felices (Soria).
Pero fueron los asentamientos que tuvieron lugar entre los siglos IV y III a. C. los que ampliaron la ciudad y propiciaron su desarrollo. El poblado celtibérico se asentaría sobre el hallstáttico, ampliándolo y aprovechando lo anterior. Se cree que fue una ciudad, en principio, pelendona y posteriormente arévaca, pueblos de la meseta castellana. Estos últimos llegaron, aproximadamente, hacia el 300 a. C. Las tribus celtíberas fueron dueñas de Contrebia Leucade hasta su derrota por los romanos y la consiguiente romanización de la zona, a partir del siglo II a. C.

### Valor geoestratégico
La ciudad controlaba un territorio entre dos espacios diferentes, pero muy importantes, como eran el valle del Ebro y la meseta castellana. Controlaba igualmente el curso del río Alhama que constituía el camino rápido y directo entre los dos espacios, lo que debió ser tenido muy en cuenta por los romanos a la hora de planificar el asalto y la conquista de la Meseta, y que justifica la temprana fundación de Graccurris en el 179 a. C., una auténtica base de operaciones militares en la desembocadura del Alhama en cuyo extremo opuesto, su nacimiento, se situaba Numancia. El control de esta vía justifica también el que más tarde, en época imperial, se reocupe el lugar y se rehaga su dispositivo de defensa con vistas a facilitar el paso de tropas entre el Ebro y la Meseta.

## Las contrebias
El topónimo "contrebia" ha causado a veces confusión entre los investigadores, ya que se aplica a varias poblaciones. Entre los pueblos celtas de la península ibérica encontramos tres contrebias, que mantienen los mismos derechos para todos los pueblos que se unen. Tito Livio menciona muchas veces indistintamente a una población importante como oppidum, urbs o en menor medida civitas. Los tres grandes oppida formados por contrebias son:
- Contrebia Belaisca, en Zaragoza, donde aparecieron los Bronces de Botorrita.
- Contrebia Carbica, en Cuenca.
- Contrebia Leucade, en La Rioja.

En los poblados Belaisca y Carbica, los nombres hacen referencia a las etnias que componían las contrebias, o sea, belos y carpetanos.

### La Ciudad Blanca
Aunque la ciudad pudo tener otros nombres, el que ha trascendido hasta el presente, Contrebia Leucade está formado por la fusión de las sílabas "con", que es cien y "treb", que es casa, lo que significaría "más de cien casas" o más genéricamente "muchas casas", es decir, una ciudad. Leucade proviene del griego Leukos que se refiere al color blanco. Por todo ello, Contrebia Leucade  querría decir "pueblo blanco", o "ciudad blanca".

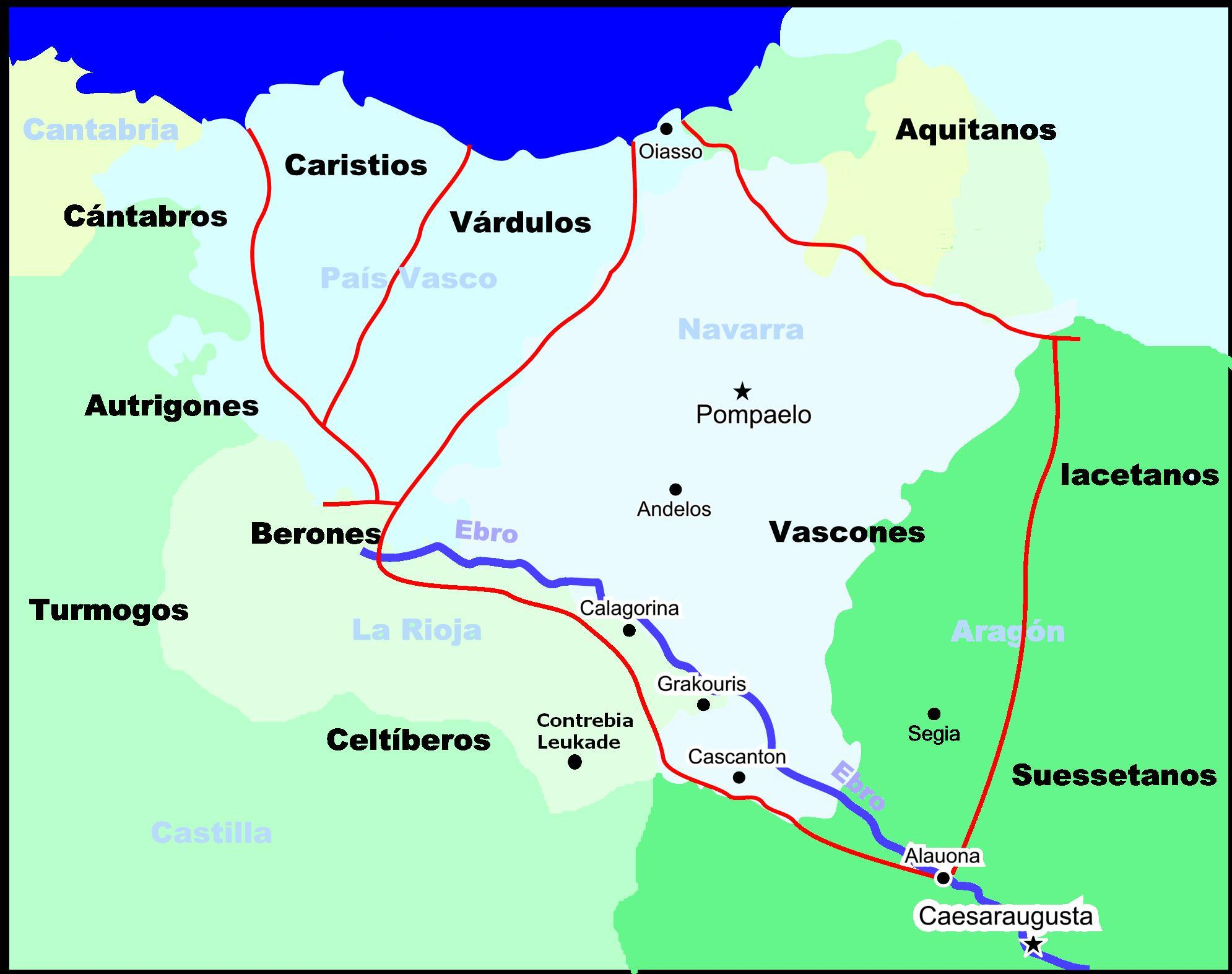
Norte de España en el siglo I a. C

### Tito Livio

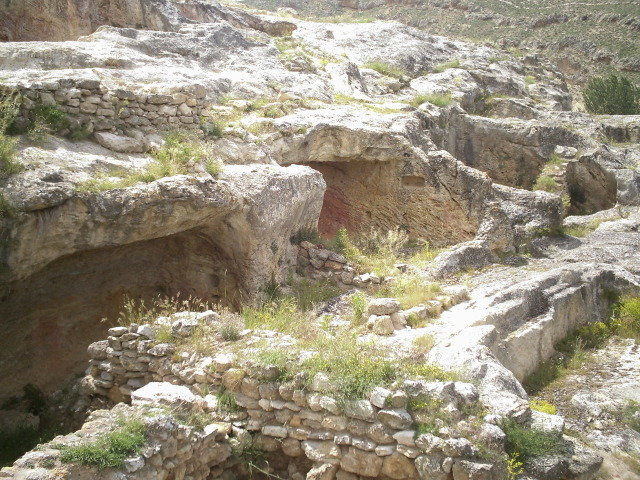
Restos de viviendas.

## Investigaciones arqueológicas

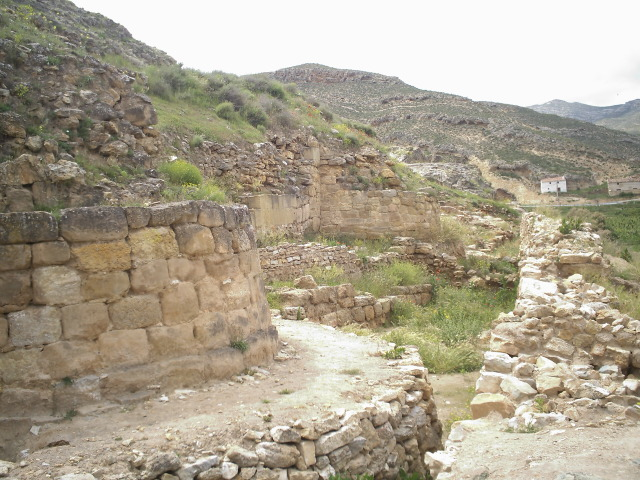
Muralla y base de torreón romanos.

### Abastecimiento de aguas

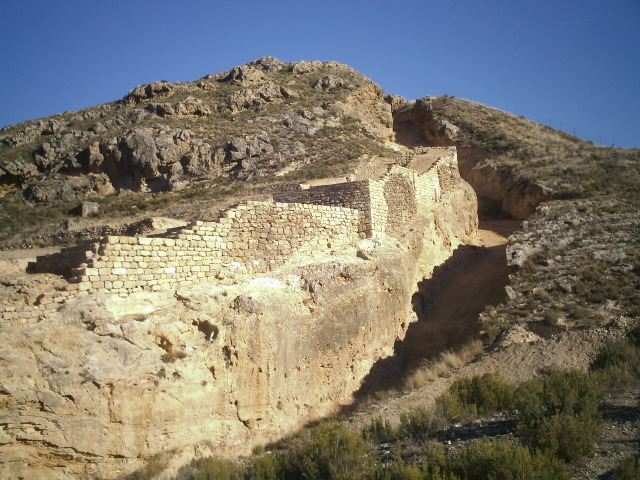
Muralla y foso celtíberos.